# ۱۸۶۸ (میلادی)
۱۸۶۸ (میلادی) هزار و هشتصد و شصت و هشتمین سال تقویم میلادی است.

## رویدادها
- متمم چهاردهم قانون اساسی ایالات متحده، که برای نخستین‌بار سیاه‌پوستان آمریکا را بعنوان شهروندان آمریکا به رسمیت می شناسد، تصویب شد.
- انقلاب باشکوه اسپانیا که به ملکه ایزابلای دوم را از سلطنت فروگرفتن انجامید.

## زادگان
- 18 مه - نیکلای دوم (روسیه) : آخرین تزار روسیه.
- ۹ ژانویه – اس. پی. ال. سورنسن، شیمی‌دان دانمارکی (د. ۱۹۳۹)
- ۳۱ ژانویه – تئودور ویلیام ریچاردز، شیمی‌دان آمریکایی (د. ۱۹۲۸)
- ۲۲ مارس – رابرت میلیکان، فیزیک‌دان آمریکایی (د. ۱۹۵۳)
- ۱۰ آوریل – جرج آرلیس، بازیگر بریتانیایی (د. ۱۹۴۶)
- ۲۹ مه – عبدالمجید دوم، نقاش اهل ترکیه (د. ۱۹۴۴)
- ۶ ژوئن – رابرت فالکون اسکات، کاشف بریتانیایی (د. ۱۹۱۲)
- ۱۹ ژوئن – آدولف دشنواد، نقاش اهل فرانسه (د. ۱۹۲۶)
- ۱۲ ژوئیه – اشتفان گئورگه، زبان‌شناس، مترجم، نویسنده، و شاعر آلمانی (د. ۱۹۳۳)
- ۲۳ اوت – ادگار لی مسترز، شاعر آمریکایی (د. ۱۹۵۰)
- ۸ نوامبر – فلیکس هاسدرف، ریاضی‌دان و نویسنده آلمانی (د. ۱۹۴۲)
- ۲۵ دسامبر – یوجینی بسرر، بازیگر آمریکایی (د. ۱۹۳۴)

## درگذشتگان
- ۱۱ فوریه – لئون فوکو، فیزیک‌دان و ستاره‌شناس فرانسوی (ز. ۱۸۱۹)
- ۱ ژوئن – جیمز بیوکنن، سیاست‌مدار و دیپلمات آمریکایی (ز. ۱۷۹۱)
- ۲۶ سپتامبر – آگوست فردینانند موبیوس، ریاضی‌دان و ستاره‌شناس آلمانی (ز. ۱۷۹۰)
- ۱۳ نوامبر – جواکینو روسینی، آهنگساز ایتالیایی (ز. ۱۷۹۲)
- ۲۳ مه – کیت کارسون، افسر و کاشف آمریکایی (ز. ۱۸۰۹)
- ۶ دسامبر – اوگوست اشلایشر، زبان‌شناس، نویسنده، و ژورنالیست آلمانی (ز. ۱۸۲۱)